# Cipresfamilie

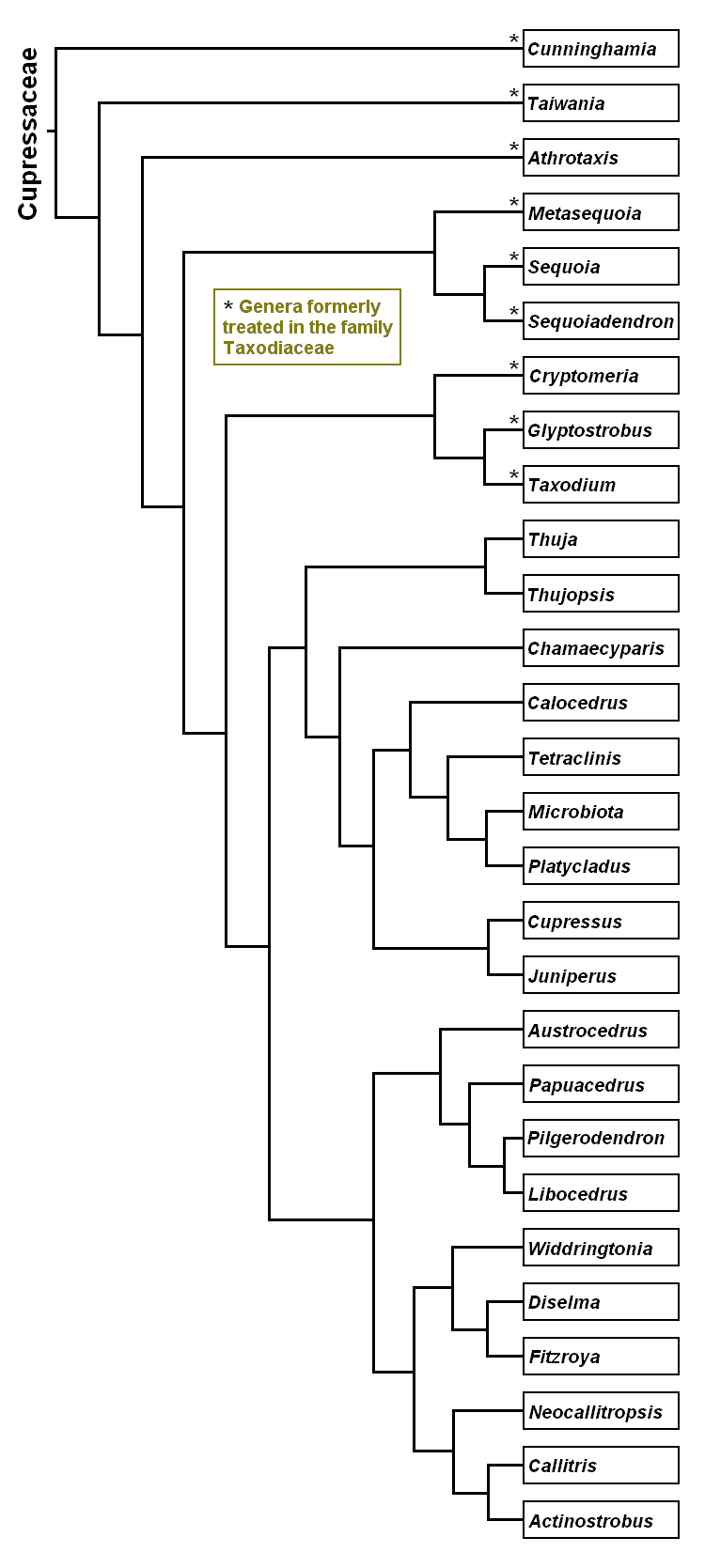
Fylogenie van de Cypresfamilie (Cupressaceae) (Callitropsis ontbreekt)

De cipresfamilie (Cupressaceae) is een familie van coniferen. De leden van deze familie zijn te vinden in de tropen en subtropen in de koelere gebieden en op bergen.
Er is geen overeenstemming over wat er al dan niet tot deze familie hoort, en het is in elk geval niet zo dat de leden van de familie "cipres" genoemd mogen worden. De meeste literatuur gaat uit van een van twee omschrijvingen:
1. De omschrijving in enge zin met onder andere Chamaecyparis, Cupressus en Thuja. Hiernaast werd ook een familie Taxodiaceae erkend, die niet meer geaccepteerd wordt omdat deze als parafyletisch gezien wordt.
2. De omschrijving in ruime zin, inclusief wat vroeger de moerascipresfamilie (Taxodiaceae) was, zoals onder andere de geslachten Metasequoia, Sequoia, Sequoiadendron en Taxodium. Dit kunnen zeer grote bomen zijn, die ooit wijdverspreid voorkwamen. De overgebleven soorten (ongeveer een dozijn) kunnen als "levende fossielen" worden beschouwd.

## Systematische indeling
- onderfamilie Athrotaxidoideae
  -  geslacht Athrotaxis
    - Athrotaxis cupressoides
    - Athrotaxis selaginoides
    -  Athrotaxis laxifolia
- onderfamilie Callitroideae
  - geslacht Actinostrobus
    - Actinostrobus acuminatus
    - Actinostrobus arenarius
    -  Actinostrobus pyramidalis

  - geslacht Austrocedrus
    -  Austrocedrus chilensis

  - geslacht Callitris
    - Sectie Callitris
      - Callitris baileyi
      - Callitris canescens
      - Callitris columellaris
      - Callitris drummondii
      - Callitris endlicheri
      - Callitris monticola
      - Callitris muelleri
      - Callitris neocaledonica
      - Callitris oblonga
      - Callitris preissii
      - Callitris rhomboidea
      - Callitris roei
      - Callitris sulcata
      -  Callitris verrucosa

    -  Sectie Octoclinis
      -  Callitris macleayana

  - geslacht Diselma
    -  Diselma archeri

  - geslacht Fitzroya
    -  Fitzroya cupressoides

  - geslacht Libocedrus
    - Libocedrus austrocaledonica
    - Libocedrus bidwillii
    - Libocedrus chevalieri
    - Libocedrus plumosa
    -  Libocedrus yateensis

  - geslacht Neocallitropsis
    - Neocallitropsis pancheri

  - geslacht Papuacedrus
    -  Papuacedrus papuana

  - geslacht Pilgerodendron
    -  Pilgerodendron uviferum

  -  geslacht Widdringtonia
    - Widdringtonia cedarbergensis
    - Widdringtonia nodiflora
    - Widdringtonia schwarzii
    -  Widdringtonia whytei
- onderfamilie Cunninghamhioideae
  -  geslacht Cunninghamia
    - Cunninghamia konishii
    -  Cunninghamia lanceolata
- onderfamilie Cupressoideae
  - geslacht Calocedrus
    - Calocedrus decurrens
    - Calocedrus formosana
    - Calocedrus macrolepis
    -  Calocedrus rupestris

  - geslacht Chamaecyparis
    - Californische cipres (Chamaecyparis lawsoniana)
    - Chamaecyparis eureka (†)
    - Chamaecyparis formosensis
    - Chamaecyparis linguaefolia (†)
    - Chamaecyparis obtusa
      -  Chamaecyparis obtusa var. formosana (ook bekend als Chamaecyparis taiwanensis)

    - Chamaecyparis pisifera
    -  Chamaecyparis thyoides

  - geslacht Cupressus
    - Sectie Oude wereld
      - Italiaanse cipres (Cupressus sempervirens)
      - Cupressus cashmeriana
      - Cupressus chengiana
      - Cupressus duclouxiana
      - Cupressus dupreziana
        -  Cupressus dupreziana var. atlantica 

      - Cupressus funebris
      - Cupressus gigantea
      -  Cupressus torulosa

    -  Sectie Nieuwe wereld
      - Montereycipres (Cupressus macrocarpa)
      - Cupressus arizonica
        - Cupressus arizonica var. glabra
        - Cupressus arizonica var. montana
        -  Cupressus arizonica var. nevadensis

      - Cupressus bakeri
      - Cupressus goveniana
        -  Cupressus goveniana var. abramsiana

      - Cupressus guadalupensis
      - Cupressus forbesii
      - Cupressus lusitanica
        -  Cupressus lusitanica var. benthamii 

      - Cupressus macnabiana
      - Cupressus pigmaea
      - Cupressus sargentii
      -  Cupressus stephensonii 

  - geslacht Fokienia
    - Fokienia hodginsii
    -  Fokienia ravenscragensis (†)

  - geslacht Juniperus
    - sectie Juniperus
      - Jeneverbes (Juniperus communis)
        -  Juniperus communis subsp. alpina

      - Stekelige jeneverbes (Juniperus oxycedrus)
        -  Juniperus oxycedrus subsp. macrocarpa

      - Juniperus brevifolia
      - Juniperus cedrus
      - Juniperus conferta
      - Juniperus drupacea
      - Juniperus formosana
      - Juniperus luchuensis
      -  Juniperus rigida

    - sectie Sabina (soms erkend)
      - Juniperus angosturana
      - Juniperus ashei
      - Juniperus barbadensis
      - Juniperus bermudiana
      - Juniperus blancoi
      - Juniperus californica
      - Chinese jeneverbes (Juniperus chinensis)
        -  Juniperus chinensis var. sargentii

      - Juniperus coahuilensis
      - Juniperus comitana
      - Juniperus convallium
      - Juniperus deppeana
      - Juniperus durangensis
      - Juniperus excelsa
        -  Juniperus excelsa subsp. polycarpos

      - Juniperus flaccida
      - Juniperus foetidissima
      - Juniperus gamboana
      - Juniperus gaussenii
      - Juniperus horizontalis
      - Juniperus indica
      - Juniperus jaliscana
      - Juniperus komarovii
      - Juniperus monosperma
      - Juniperus monticola
      - Juniperus occidentalis
        -  Juniperus occidentalis subsp. australis

      - Juniperus osteosperma
      - Juniperus phoenicea
      - Juniperus pinchotii
      - Juniperus procera
      - Juniperus procumbens
      - Juniperus pseudosabina
      - Juniperus recurva
        -  Juniperus recurva var. coxii

      - Juniperus sabina
        -  Juniperus sabina var. davurica

      - Juniperus saltillensis
      - Juniperus saltuaria
      - Juniperus scopulorum
      - Juniperus semiglobosa
      - Juniperus squamata
      - Juniperus standleyi
      - Juniperus thurifera
      - Juniperus tibetica
      -  Juniperus virginiana

    -  Hybriden
      -  Leylandcipres (Cupressocyparis ×leylandii)

  - geslacht Microbiota
    -  Microbiota decussata

  - geslacht Callitropsis
    - Callitropsis nootkatensis
    -  Callitropsis vietnamensis

  - geslacht Platycladus
    -  Platycladus orientalis

  - geslacht Thuja
    - Reuzenlevensboom (Thuja plicata)
    - Thuja koraiensis
    - Thuja occidentalis
    - Thuja standishii
    -  Thuja sutchuenensis

  - geslacht Tetraclinis
    -  Tetraclinis articulata

  -  geslacht Thujopsis
    -  Thujopsis dolabrata
- onderfamilie Sequoioideae
  - geslacht Sequoia
    - Kustmammoetboom (Sequoia sempervirens)
    - Sequoia affinis (†)
    - Sequoia chinensis (†)
    - Sequoia langsdorfii (†)
    - Sequoia dakotensis (†)
    -  Sequoia magnifica (†)

  - geslacht Sequoiadendron
    -  Mammoetboom (Sequoiadendron giganteum)

  -  geslacht Metasequoia
    - Watercipres (Metasequoia glyptostroboides)
    - Metasequoia foxii (†)
    - Metasequoia milleri (†)
    -  Metasequoia occidentalis (†)
- onderfamilie Taiwanioideae
  -  geslacht Taiwania
    - Taiwania cryptomerioides
    -  Taiwania flousiana
- onderfamilie Taxodioideae
  - geslacht Taxodium
    - Taxodium ascendens
    - Moerascipres (Taxodium distichum)
    -  Taxodium mucronatum

  - geslacht Glyptostrobus
    -  Glyptostrobus pensilis

  -  geslacht Cryptomeria
    -  Sikkelcipres (Cryptomeria japonica)